# 4985 Fitzsimmons
4985 Fitzsimmons eller 1979 QK4 är en asteroid i huvudbältet som upptäcktes den 23 augusti 1979 av den svenske astronomen Claes-Ingvar Lagerkvist vid La Silla-observatoriet i Chile. Den är uppkallad efter den brittiske astronomen Alan Fitzsimmons.
Asteroiden har en diameter på ungefär 11 kilometer och den tillhör asteroidgruppen Themis.